# Louis Rossi
Louis Rossi (Le Mans, 23 de junio de 1989) es un expiloto de motociclismo que  compitió en la categoría de Moto2 en el equipo Tech 3.

## Biografía

### Inicios
Desde muy pequeño ya se interesó por las motos. En 2007 queda subcampeón del campeonato de Francia de Superbikes de 125 cc. En 2008 corre el Campeonato de España de Velocidad (CEV) quedando en 5.° puesto gracias a 2 podios.

### 125cc
En 2007 corre su primera carrera en 125 en el Gran Premio de Portugal de la mano de Honda.
En 2008 corre su primera temporada completa, sin conseguir ningún punto siendo sustituido en el Gran Premio de San Marino.
En 2010, vuelve al campeonato del mundo, consiguiendo dos puntos en el Gran Premio de República Checa y finalizando la temporada en  27.° posición con 2 puntos.
En 2011 realiza una campaña que consigue 31 puntos en la clasificación final, alcanzando el puesto 17.° Su mejor resultado fue el 9.° puesto conseguido en el Gran Premio de Australia.
En el Gran Premio de Valencia de 2011, consiguió salir en 2.° posición en la parrilla de salida, solo superado por Danny Webb.

### Moto3
Para la temporada 2012, la categoría de 125cc cambia de nombre y de cilindrada pasando a llamarse Moto3, Rossi también cambia de escudería y vuelve a Honda con el Racing Team Germany. En la pretemporada Rossi rueda rápido, no muy lejos de los mejores tiempos, lo que le coloca entre uno de los posibles pilotos a tener en cuenta esta temporada. En la primera prueba del campeonato,  disputado en el Gran Premio de Catar, Rossi consigue salir en la 3.ª posición de la parrilla de salida, solo superado por Sandro Cortese y Maverick Viñales.
En la carrera Rossi consigue un 9.° puesto, después de luchar durante toda la carrera incluso por el podio. En el siguiente Gran Premio disputado en Jerez, Rossi se cayó cuando iba en 3.° posición, lo cual pudo haber significado el primer podio de su carrera. En el Gran Premio de Francia, Rossi sale 15.° poco a poco va remontando hasta que finalmente se alza con la primera victoria de su carrera en el mundial, quedando por delante de Alberto Moncayo y Álex Rins.
En el Gran Premio de Cataluña, Rossi consigue el 3.° mejor tiempo en la clasificación y luego ya en carrera consiguió liderarla, pero después de un toque el tubo de escape de su moto se suelta haciendo que su rendimiento baje hasta que finalmente consigue un 4.° puesto, quedándose cerca del pódium. 
Finalmente el último tercio del Campeonato fue muy negativo para Rossi, con muchos abandonos, y muchas caídas. Consiguió acabar el Campeonato en 11.ª plaza con 86 puntos.

### Moto2
Para la temporada 2013, Rossi confirma su fichaje por el equipo Tech 3, dando el salto a la categoría de Moto2, y teniendo de compañero al británico Danny Kent.

## Resultados en el Campeonato del Mundo
Sistema de puntuación de 1993 hasta 2022:
| Posición | 1.º | 2.º | 3.º | 4.º | 5.º | 6.º | 7.º | 8.º | 9.º | 10.º | 11.º | 12.º | 13.º | 14.º | 15.º |
| Puntos   | 25  | 20  | 16  | 13  | 11  | 10  | 9   | 8   | 7   | 6    | 5    | 4    | 3    | 2    | 1    |

### Por temporada
| Temp. | Cat.  | Moto      | Equipo                      | Carreras | Victorias | Podios | Poles | V.Ráp | Pts. | Pos. |
| ----- | ----- | --------- | --------------------------- | -------- | --------- | ------ | ----- | ----- | ---- | ---- |
| 2007  | 125cc | Honda     | FFM Honda GP 125            | 1        | 0         | 0      | 0     | 0     | 0    | NC   |
| 2008  | 125cc | Honda     | FFM Honda GP 125            | 12       | 0         | 0      | 0     | 0     | 0    | NC   |
| 2010  | 125cc | Aprilia   | CBC Corse                   | 17       | 0         | 0      | 0     | 0     | 2    | 28.º |
| 2011  | 125cc | Aprilia   | Matteoni Racing             | 17       | 0         | 0      | 0     | 0     | 31   | 17.º |
| 2012  | Moto3 | FTR Honda | Racing Team Germany         | 17       | 1         | 1      | 0     | 0     | 86   | 11.º |
| 2013  | Moto2 | Tech 3    | Tech 3                      | 17       | 0         | 0      | 0     | 0     | 6    | 24.º |
| 2014  | Moto2 | Kalex     | SAG Team                    | 18       | 0         | 0      | 0     | 0     | 18   | 26.º |
| 2015  | Moto2 | Tech 3    | Tasca Racing Scuderia Moto2 | 16       | 0         | 0      | 0     | 0     | 7    | 25.º |
| Total |       |           |                             | 115      | 1         | 1      | 0     | 0     | 150  |      |

### Por categoría
| Cat.   | Temporadas           | 1.er Gran Premio     | 1.er Podio           | 1.ª Victoria         | Carreras | Victorias | Podios | Pole | V.Rap | Pts. | CM |
| ------ | -------------------- | -------------------- | -------------------- | -------------------- | -------- | --------- | ------ | ---- | ----- | ---- | -- |
| 125 cc | 2007–2008, 2010-2011 | Portugal 2007        |                      |                      | 47       | 0         | 0      | 0    | 0     | 33   | –  |
| Moto3  | 2012                 | Catar 2012           | Francia 2012         | Francia 2012         | 17       | 1         | 1      | 0    | 0     | 86   | –  |
| Moto2  | 2013–2015            | Catar 2013           |                      |                      | 51       | 0         | 0      | 0    | 0     | 31   | –  |
| Total  | 2007–2008, 2010-2015 | 2007–2008, 2010-2015 | 2007–2008, 2010-2015 | 2007–2008, 2010-2015 | 115      | 1         | 1      | 0    | 0     | 150  | –  |

### Carreras por año
(Carreras en negrita indica pole position, carreras en cursiva indica vuelta rápida)
| Año  | Cat.  | Moto      | 1       | 2       | 3       | 4       | 5       | 6       | 7      | 8       | 9       | 10      | 11      | 12      | 13      | 14      | 15      | 16      | 17      | 18      | Pos. | Pts. |
| ---- | ----- | --------- | ------- | ------- | ------- | ------- | ------- | ------- | ------ | ------- | ------- | ------- | ------- | ------- | ------- | ------- | ------- | ------- | ------- | ------- | ---- | ---- |
| 2007 | 125cc | Honda     | QAT     | SPA     | TUR     | CHN     | FRA     | ITA     | CAT    | GBR     | NED     | GER     | CZE     | RSM     | POR 24  | JPN     | AUS     | MAL     | VAL     |         | NC   | 0    |
| 2008 | 125cc | Honda     | QAT 25  | SPA 24  | POR     | CHN 18  | FRA 19  | ITA 32  | CAT 25 | GBR 23  | NED 24  | GER 21  | CZE 29  | RSM 23  | IND     | JPN     | AUS     | MAL     | VAL 23  |         | NC   | 0    |
| 2010 | 125cc | Aprilia   | QAT 17  | SPA Ret | FRA 21  | ITA Ret | GBR 19  | NED 19  | CAT 17 | GER Ret | CZE 14  | IND Ret | RSM 19  | ARA Ret | JPN 18  | MAL 17  | AUS 17  | POR Ret | VAL Ret |         | 28.° | 2    |
| 2011 | 125cc | Aprilia   | QAT 15  | SPA 14  | POR Ret | FRA 13  | CAT 12  | GBR 13  | NED 30 | ITA Ret | GER 18  | CZE 15  | IND 12  | RSM Ret | ARA Ret | JPN DNS | AUS 9   | MAL 18  | VAL 10  |         | 17.° | 31   |
| 2012 | Moto3 | FTR Honda | QAT 9   | SPA Ret | POR Ret | FRA 1   | CAT 4   | GBR Ret | NED 5  | GER Ret | ITA Ret | IND 13  | CZE 17  | RSM Ret | ARA 7   | JPN 8   | MAL Ret | AUS 20  | VAL 6   |         | 11.° | 86   |
| 2013 | Moto2 | Tech 3    | QAT Ret | AME 23  | SPA 24  | FRA 14  | ITA 25  | CAT Ret | NED 12 | GER 21  | IND 23  | CZE 19  | GBR 23  | RSM 19  | ARA 18  | MAL 16  | AUS Ret | JPN Ret | VAL 23  |         | 24.° | 6    |
| 2014 | Moto2 | Kalex     | QAT 10  | AME Ret | ARG 25  | SPA Ret | FRA Ret | ITA 20  | CAT 15 | NED 28  | GER 13  | IND 13  | CZE 16  | GBR 17  | RSM 26  | ARA 20  | JPN 16  | AUS 12  | MAL Ret | VAL 15  | 26.° | 18   |
| 2015 | Moto2 | Tech 3    | QAT 9   | AME 22  | ARG Ret | SPA DNS | FRA Ret | ITA 20  | CAT 23 | NED Ret | GER Ret | IND Ret | CZE Ret | GBR 27  | RSM 19  | ARA 23  | JPN 20  | AUS 23  | MAL 18  | VAL DNS | 25.° | 7    |